# Macayo y Naranjo 3.ª Sección (San Agustín)
Macayo y Naranjo 3.ª Sección (San Agustín) es una localidad del municipio de Huimanguillo ubicado en la subregión de la Chontalpa del estado mexicano de Tabasco.

## Geografía
La localidad de Laguna de los Limones se sitúa en las coordenadas geográficas 17°51′17″N 93°20′52″O / 17.854722, -93.347778, a una elevación de 28 metros sobre el nivel del mar.

## Demografía
Según el Conteo de Población y Vivienda 2020, efectuado por el Instituto Nacional de Estadística y Geografía, la localidad de Macayo y Naranjo 3.ª Sección (San Agustín) tiene 221 habitantes, de los cuales 109 son del sexo masculino y 112 del sexo femenino. Su tasa de fecundidad es de 2.73 hijos por mujer y tiene 59 viviendas particulares habitadas.
| Gráfica de evolución demográfica de Macayo y Naranjo 3.ª Sección (San Agustín) entre 1970 y 2020 |
|                                                                                                  |
| INEGI.                                                                                           |